# 富雷尔M25轻机枪
富雷尔M25轻机枪（Furrer M25；军队命名为Fusil-mitrailleur modèle 19、Lmg-25或FM-25）
是一种瑞士后座式轻机枪，由瑞士兵工厂的富雷尔上校在1920年代设计，并在1925年进入批量生产。它發射7.5毫米瑞士标准步枪弹，容弹30发，有着每分500发的射速。它有着刀片状准星，可调整的标尺照门。在两脚架有依托的射击时，可射击800米的目标。